# Hafgufa
Hafguva er islandsk, og blive ofte oversat med havdamp. Et andet ord for hafguva er hafgufa og på oldnordisk hafgufu. Hafgufa nævnes i en Heiti i Yngre Edda.
 
Da man kun kan gå ud fra øjenvidners beretninger, er der ingen bevis på dette væsens/fænomens eksistens.

## Kraken og Hafgufa – kæmpeblæksprutter?
Hafgufa eller hafguva er bl.a. en betegnelse for et stort havuhyre, der minder lidt om en meget stor blæksprutte. Hafguvaen siges også at minde lidt om kraken. Da man har fundet bevis for gigantiske blæksprutters eksistens (kæmpeblæksprutte og kolosblæksprutte), kan en mulig og naturlig forklaring være, at uhyret var en af disse.

## Hafgufa – måske ofte metangas?
Undersøisk metanudslip f.eks. pga. jordskælv eller undersøisk jordskred kan frigøre store mængder metangas fra undergrunden.
 
Hafguva kunne være metanbobler.
Skibe vil med stor sandsynlighed synke i boblefyldt havvand pga. den lave massefylde. Mennesker vil heller ikke kunne holde sig oven vande.